# فرانك فورمان
فرانك فورمان (بالإنجليزية: Frank Forman)‏ (23 مايو 1875 في المملكة المتحدة - 4 ديسمبر 1961 في المملكة المتحدة) هو لاعب كرة قدم بريطاني (وحمل سابقاً جنسية المملكة المتحدة لبريطانيا العظمى وأيرلندا) في مركز نصف الجناح. شارك مع منتخب إنجلترا لكرة القدم. أما مع النوادي، فقد لعب مع ديربي كاونتي ونوتينغهام فورست.

## وصلات خارجية
- فرانك فورمان على موقع قاعدة بيانات كرة القدم.إي يو (الإنجليزية)
- فرانك فورمان على موقع ناشيونال فوتبول تيمز (الإنجليزية)